# Comisión Nacional de Comunicaciones
La Comisión Nacional de Comunicaciones (CNC) era un organismo público de Argentina, dependiente de la Secretaría de Comunicaciones de la Nación, que regulaba y supervisaba el sector de las telecomunicaciones y correos en el país. Fue absorbida por la Autoridad Federal de Tecnologías de la Información y las Comunicaciones (AFTIC) y posteriormente por el Ente Nacional de Comunicaciones.
Fue creada por decreto n.º 660 del 24 de junio de 1996 del presidente Carlos Saúl Menem, a partir de la fusión de la Comisión Nacional de Correos y Telégrafos, el Comité Federal de Radiodifusión y la Comisión Nacional de Telecomunicaciones.
La CNC obtenía su financiamiento del Fondo Nacional de Telecomunicaciones, compuesto por los ingresos procedentes de las tasas recaudadas de las licencias, así como de los importes destinados a ese efecto desde la rentas generales de la Nación.

## Organización interna
La CNC se dividía en:
- Departamento de Infraestructura,
- Departamento de Control,
- Departamento de Asesoría Legal,
- Departamento de Relaciones Institucionales e Internacionales,
- Departamento de Servicios Postales.

Todos los departamentos coordinados por una dirección central de seis miembros designados por el PEN. Estaba encargada de la evaluación, supervisión y fiscalización de las licencias de difusión pública y prestación de servicios de comunicación, así como de las relaciones institucionales con los entes internacionales destinados a este fin.
A su vez, estaba supervisada por la Auditoría General de la Nación.

### Biblioteca
El organismo tenía una amplia biblioteca especializada en telecomunicaciones. La base de datos, catálogo en línea y las publicaciones eran de libre acceso tanto en la sede central como por el sitio web.

## Funciones
La CNC se ocupaba de supervisar los licenciatarios de telecomunicaciones y correos para garantizar el cumplimiento de la normativa regulatoria; esto incluía la gestión y autorización para la instalación de los satélites de telecomunicaciones y todos los equipos de transmisión de radio y televisión, incluyendo los empleados por los amateurs y la fijación de las normas para el equipo de telecomunicaciones, así como la prevención de las prácticas monopólicas o discriminatorias en el sector, los abusos en las condiciones impuestas por los licenciatarios a los usuarios finales, la sanción de las violaciones al régimen de licencia y la recaudación de las tasas pertinentes.

## Puntos de contacto
La CNC poseía diversos puntos de contacto a través de los cuales los ciudadanos podían acceder a sus servicios.
Los usuarios podían denunciar sobre irregularidades y deficiencias en la prestación de servicios de telecomunicaciones (telefonía e Internet) a través de los puntos ubicados a nivel nacional y en cada punto de contacto provincial.
El organismo poseía un centro de atención telefónica y asesoría al usuario, 0-800-333-3344, en el horario de 8 a 18 de lunes a viernes.